# Vertolaye
Vertolaye is een gemeente in het Franse departement Puy-de-Dôme (regio Auvergne-Rhône-Alpes) en telt 611 inwoners (1999). De plaats maakt deel uit van het arrondissement Ambert.

## Geografie
De oppervlakte van Vertolaye bedraagt 10,7 km², de bevolkingsdichtheid is 57,1 inwoners per km².
De onderstaande kaart toont de ligging van Vertolaye met de belangrijkste infrastructuur en aangrenzende gemeenten.

## Demografie
Onderstaande figuur toont het verloop van het inwonertal (bron: INSEE-tellingen).